# Rapoto I. im Traungau
Rapoto I. († nach 7. Oktober 984) war ein Graf im oberen Traungau. Er erhielt im Jahr 977 über die Kirche in Salzburg Besitztümer, die ihm am 7. Oktober 984 von König Otto III. bestätigt wurden. Er kann als Begründer der Rapotonen angesehen werden.
Über sein Leben ist sehr wenig bekannt. 

## Geschwister
- Rapoto II. im Traungau